# Heyrothsberge
Heyrothsberge ist ein Ortsteil der Einheitsgemeinde Biederitz im Landkreis Jerichower Land in Sachsen-Anhalt.

## Lage
Unmittelbar westlich an Heyrothsberge grenzt das Gebiet der Landeshauptstadt Magdeburg an, von der der Ort durch den breiten Elbe-Umflutkanal und der darin verlaufenden Ehle getrennt ist. Durch Heyrothsberge führt die Bundesstraße 1, die über eine Brücke hier den Umflutkanal überquert. Die Bundesstraße 184 beginnt im Ort und führt von hier nach Süden bis nach Leipzig. Nördlich von Heyrothsberge liegt der Ortsteil Biederitz sowie das Heyrothsberger Baggerloch.

## Geschichte
1820 wurde die Chaussee von Magdeburg nach Möser, die heutige Bundesstraße 1, errichtet. Westlich der heutigen Ortslage Heyrothsberges wurde eine Brücke über die Ehle errichtet. In einer neu entstandenen Gaststätte war der Magdeburger August Heyroth häufiger zu Gast. In diesem Bereich befanden sich die Fuchsberge, eine große Sanddüne, die sich bis nach Gommern hinzog. In Gommern ist der Rest einer solchen Wanderdüne, der Fuchsberg, erhalten. 1848 eröffnete Heyroth südlich von Biederitz, an der Landstraße in Richtung Zerbst eine Kiesgrube und baute den Sand der Düne ab. Die sich in diesem Bereich entwickelnde Siedlung erhielt den Namen Heyrothsberge, nach dem der Bereich zunächst Heyroths Sandberge hieß. Heyroth soll den Ehrgeiz gehabt haben, dem Gebiet seinen Namen zu geben. Zu keinem Zeitpunkt bildete Heyrothsberge eine eigene Gemeinde, sondern blieb Ortsteil von Biederitz. Im Frühjahr 1927 wurde der Sportverein Heyrothsberge 26 gegründet, auf den der heute bestehende SV Union Heyrothsberge zurückgeht. Als Dynamo Heyrothsberge gründete der Verein als einer der ersten Vereine in der DDR eine Federball-Abteilung. 1938 wurde an der Nordseite Heyrothsberges die überregional bedeutende Feuerwehrschule Heyrothsberge gegründet. An dieser Schule wurde am 15. Dezember 1990 der Landesfeuerwehrverband Sachsen-Anhalt e. V. wieder begründet.
Gemeinsam mit Biederitz und Gemeinden der Umgebung gelangte Heyrothsberge zur am 1. Januar 2010 neu gebildeten Einheitsgemeinde Biederitz.

## Wappen
Blasonierung: „Über goldenem Dreiberg belegt mit drei (1,2) roten Ziegeln und blauem Wellenschildfuß silbern-rot gespalten, vorn auf dem Dreiberg ein roter Turm mit vorgekragten Umlauf und sieben (1,2,2,2) schwarzen Fensteröffnungen, hinten ein schräglinksliegender silberner Kiefernzweig links mit einem Zapfen.“
Das Wappen von Heyrothsberge ist das Wappen eines nicht selbstständigen Ortsteils, das unter der Registratur 38 ST am 27. Februar 2015 in die Deutsche Ortswappenrolle des HEROLD eingetragen und dokumentiert wurde. Gestiftet wurde es vom Förderverein der Freiwilligen Feuerwehr Heyrothsberge e. V., um es im Ort als Symbol der örtlich-lokalen Identität außerhalb von Amtshandlungen zu führen. Die Gestaltung übernahm der Kommunalheraldiker Jörg Mantzsch, der es zur Beurkundung führte.
Der Turm im Wappen bezieht sich auf den Wasserturm als Wahrzeichen des Ortes, der Kiefernzweig auf die naturelle Umgebung, während der Dreiberg die eiszeitliche Sanddüne, die drei Ziegel die ehemaligen Ziegeleien und der gewellte Schildfuß die Lage an der Ehle und den Elbe-Umflutkanal symbolisieren.
Die Farben der Gemeinde sind: Rot-Weiß
Am 6. Mai 2015 übertrug der Stifter des Wappens im Rahmen einer feierlichen Veranstaltung die Nutzungsrechte an den Ortschaftsrat.

## Flagge
Die Flagge ist rot-weiß (1:1) gestreift (Querform: Streifen waagerecht verlaufend, Längsform: Streifen senkrecht verlaufend) und mittig mit dem Ortswappen belegt.

## Wichtige Behörde
Heyrothsberge ist Standort der Landesfeuerwehrschule des Landes Sachsen-Anhalt.

## Persönlichkeiten
In Heyrothsberge geboren wurden der bekannte deutsche Radrennfahrer Gustav-Adolf Schur (* 1931), die vielfache DDR- und Deutsche Meisterin im Badminton Susi Spiegel (* 1932) und die deutsche Biologin und Nobelpreisträgerin Christiane Nüsslein-Volhard (* 1942).
Der DDR-Fußballspieler Hermann Stöcker spielte von 1953 bis 1956 bei der BSG Traktor Heyrothsberge.